# Vikarbyn
Vikarbyn är en tätort i Rättviks kommun, belägen drygt fem kilometer från centrala Rättvik vid vägen mot Mora (Riksväg 70).  
I byn finns bland annat förskola/skola åk 1-6, inredningsbutik, frisör, pizzeria, gourmetrestaurang, sommarcamping, B&B och en Tempoaffär med post och ATG/Svenska Spel.  
Från Vikarbyn har man utsikt över Siljan med Rättvik och Tällberg på andra sidan.  
Centralt i byn finns en småbåtshamn och två sandstränder för bad. Under vintern plogas en skridskobana upp mellan Vikarbyn och Rättvik.

## Befolkningsutveckling
| Befolkningsutvecklingen i Vikarbyn 1960–2020 | Befolkningsutvecklingen i Vikarbyn 1960–2020 | Befolkningsutvecklingen i Vikarbyn 1960–2020 | Befolkningsutvecklingen i Vikarbyn 1960–2020 | Befolkningsutvecklingen i Vikarbyn 1960–2020 |
| -------------------------------------------- | -------------------------------------------- | -------------------------------------------- | -------------------------------------------- | -------------------------------------------- |
|                                              |                                              |                                              |                                              |                                              |
| År                                           |                                              |                                              | Folkmängd                                    | Areal (ha)                                   |
| 1960                                         | 1960                                         |                                              | 694                                          |                                              |
| 1965                                         | 1965                                         |                                              | 693                                          |                                              |
| 1970                                         | 1970                                         |                                              | 664                                          |                                              |
| 1975                                         | 1975                                         |                                              | 711                                          |                                              |
| 1980                                         | 1980                                         |                                              | 916                                          |                                              |
| 1990                                         | 1990                                         |                                              | 952                                          | 254                                          |
| 1995                                         | 1995                                         |                                              | 1 208                                        | 258                                          |
| 2000                                         | 2000                                         |                                              | 1 155                                        | 258                                          |
| 2005                                         | 2005                                         |                                              | 1 208                                        | 258                                          |
| 2010                                         | 2010                                         |                                              | 1 171                                        | 257                                          |
| 2015                                         | 2015                                         |                                              | 1 193                                        | 348                                          |
| 2020                                         | 2020                                         |                                              | 1 182                                        | 347                                          |
|                                              |                                              |                                              |                                              |                                              |

## Idrott
Orten har en idrottsförening som heter Vikarby IK som bildades 1918 (då under namnet Vikarby Bollklubb) med en verksamhet som idag främst riktar sig till barn och ungdomar. Under 1960- och 1970-talet var klubben framgångsrik i hockey och fostrade bland andra landslagsspelaren Hans Jax. Även travprofilerna Jim Frick och Olle Goop inledde sina framgångsrika karriärer som hockeyspelare i Vikarbyn.
Säsongen 2010 hade Vikarby IK ett A-lag för damer i Division 5. Förutom bollsporter har klubben motions- och skidspår med belysning. 
Klubben har ett 100-tal aktiva och cirka 400 medlemmar. 

## Personer från orten
Spelmannen Evert Sandin kommer från Vikarbyn. 
Racerförare Olle Bennström

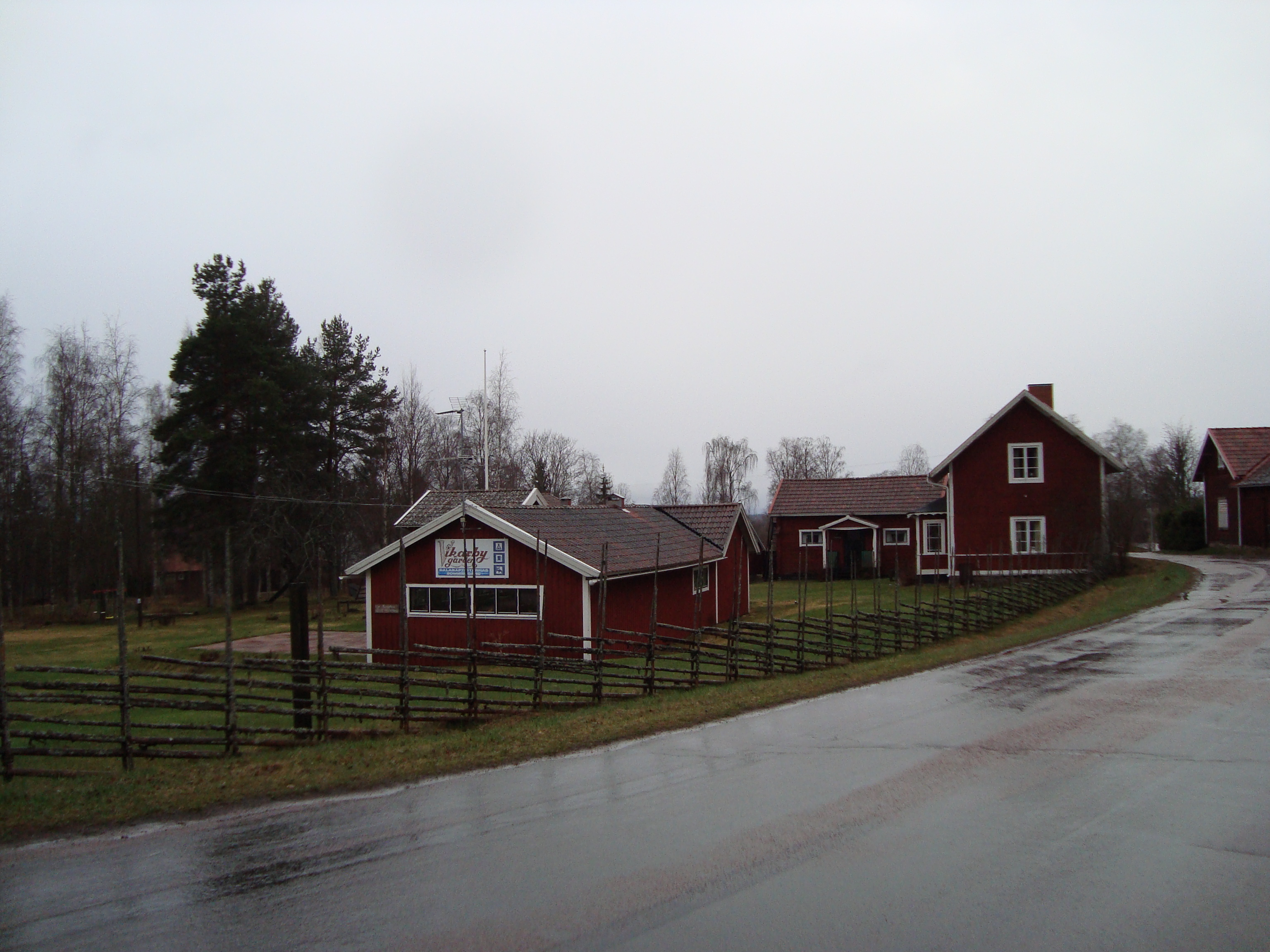
Vikarbygården, en camping och sommargård som drivs i kristen regi.
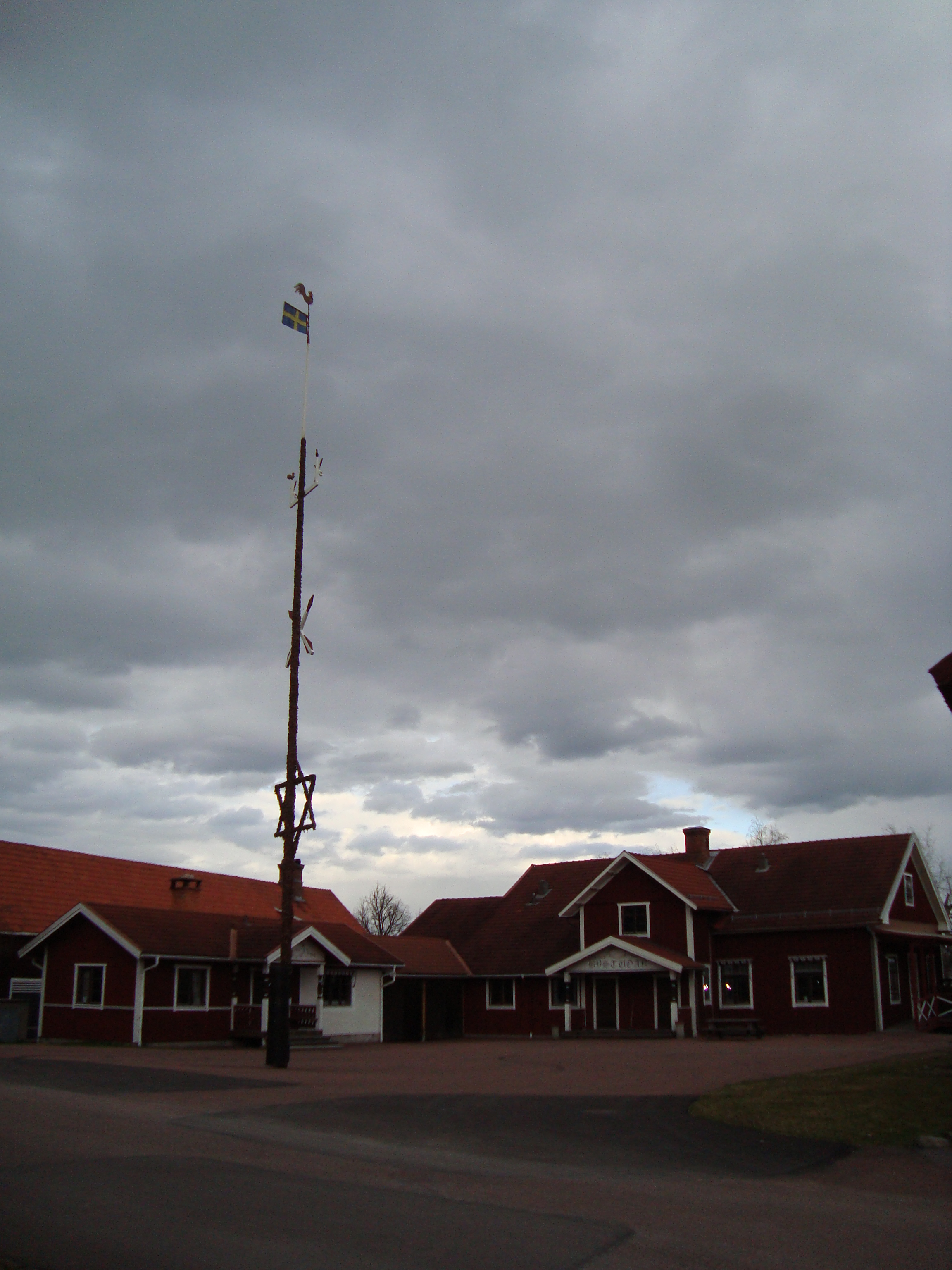
Vikarby bystuga.